# 2022년 토론토 국제 영화제
제47회 토론토 국제 영화제는 2022년 9월 8일에 열린 시상식이다.

## 수상 및 후보

### 관객상
- 더 파벨먼스 - 스티븐 스필버그 수상

### 다큐멘터리 관객상
- 블랙 아이스 - 허버트 데이비스 수상

### 미드나잇 매드니스 관객상
- 위어드 디 알 얀코빅 스토리 - 에릭 애펠 수상

### 캐나다 Amplify Voices상
- 투 킬 어 타이거 - 니샤 파후자 수상
- 레오노르는 죽지 않는다 - 마르티카 라미레스 에스코바르 수상
- 우리가 지켜보는 동안 - 비나이 슈클라 수상

### 캐나다 Amplify Voices상 특별언급
- 버피 세인트-마리: 캐리 잇 온 - 매디슨 토마스 수상

### FIPRESCI-상
- 어 가자 위캔드 - 배질 카릴 수상

### 넷팩상
- 스윗 애즈 - 저브 클레르크 수상

### 토론토 플랫폼상
- 라이스보이 슬립스 - 안소니 심 수상

### 체인지메이커 상
- 썸띵 유 세드 라스트 나이트 - 루이스 드 필리피스 수상

### IMDbPro 단편 최우수상
- 스노우 인 셉템버 - 카비주램 퓨레브-오기어 수상

### IMDbPro 단편 최우수상 명예언급
- 에어호스티스-737 - 타나시스 네오포티스토스 수상

### IMDbPro 단편 최우수 캐나다 영화상
- 시모 - 아지즈 조롬바 수상

### IMDbPro 단편 최우수 캐나다 영화상 명예언급
- 세임 올드 - 로이드 리 최 수상

### IMDbPro 단편 Share Her Journey상
- 나니틱 - 캐롤 응우옌 수상

### 디스커버리 부문
- 어 가자 위캔드 - 배질 카릴
- 어 롱 브레이크 - 다빗 피르츠할라바
- 아리스토텔 앤드 단테 디스코버 더 시크리츠 오브 더 유니버스 - 에이치 알베르토
- 베이비 루비 - 베스 울
- 브루저 - 마일즈 워렌
- 분노의 딸 - 로라 바우마이스터
- 아이 라이크 무비즈 - 챈들러 르백
- 소프트 - 조셉 아멘타
- 로지 - 게일 모리스
- 올 더 피플 아일 네버 비 - 데이비 추
- 러너 - 마리안 마티아스
- 시모니 - 안젤라 완지쿠 와마이
- 스노우 앤드 더 베어 - 셀센 에르귄
- 썸띵 유 세드 라스트 나이트 - 루이스 드 필리피스
- 수지 서치스 - 소피 카그맨
- 스윗 애즈 - 저브 클레르크
- 디 인스펙션 - 엘레강스 브래턴
- 더 테이스트 오브 애플스 이즈 레드 - 에하브 타라비에
- 더 영 아서니스트스 - 쉬러 파이
- 디스 플레이스 - V. T. 나야니
- 언룰리 - 말로우 레이만
- 언틸 브랜치스 밴드 - 소피에 자비스
- 웬 모닝 컴스 - 켈리 파이프-마샬

### 갈라스 부문
- 재즈맨 블루스 - 타일러 페리
- 블랙 아이스 - 허버트 데이비스
- 버처스 크로싱 - 가베 폴스키
- 달리랜드 - 메리 해론
- 헌트 - 이정재
- 카체이 림부 - 슈브함 요기
- 무빙 온 - 폴 웨이츠
- 파리스 메모리즈 - 앨리스 위노코
- 프리즈너스 도터 - 캐서린 하드윅
- 레이먼드 & 레이 - 로드리고 가르시아
- 루스트 - 에이미 레드포드
- 시드니 - 레지날드 허들린
- 지상 최대 맥주배달 작전 - 피터 패럴리
- 더 허밍버드 - 프란체스카 아치버지
- 더 선 - 플로리안 젤러
- 더 스위머스 - 셀리 엘 호세이니
- 더 우먼 킹 - 지나 프린스-바이스우드
- 왓츠 러브 갓 투 두 윗 잇? - 세자르 카푸르

### 미드나잇 매드니스 부문
- 레오노르는 죽지 않는다 - 마르티카 라미레스 에스코바르
- 펄 - 티 웨스트
- 늑대사냥 - 김홍선
- 식 - 존 하이암스
- 시수 - 얄마리 헬렌더
- 더 블래크닝 - 팀 스토리
- 더 피플스 조커 - 베라 드류
- 브이/에이치/에스/99 - 요하네스 로버츠 외 5명
- 비너스 - 자움 발라구에로
- 위어드 디 알 얀코빅 스토리 - 에릭 애펠

### 단편 부문
- 노 고스트 인 더 모그 - 메릴린 쿡
- 프레져 가든 - 리타 페란도
- 언톨드 아워스 - 다니엘 워스
- 더 멜팅 크리쳐스 - 디에고 세스페데스
- 어게인스트 리얼리티 - 올리비아 피스
- 아이엠 온 파이어 - 마이클 스피샤
- 더 워터 머머스 - 젠잉 첸
- 더 플라잉 세일러 - 웬디 틸바이 외 1명
- 나니틱 - 캐롤 응우옌
- 에어호스티스-737 - 타나시스 네오포티스토스
- 레스트 샵 - 크리스탈 카이자
- 더 가비지 맨 - 로라 곤칼브즈
- 올-인클루시브 - 뒤반 뒤케 바르가스
- 아 라 비에 어 라모어 - 에밀리 매너링
- 바바 - 비티 마스야
- 쉬 어웨이즈 윈스 - 하젤 맥키빈
- 뮤니서펄 릴랙세이션 모듈 - 매튜 랜킨
- 세임 올드 - 로이드 리 최
- 쉐도우 오브 더 버터플라이스 - 소피아 엘 캬리
- 아나스타시아 - 사라 맥카시
- 아이스 머챈츠 - 호아오 곤잘레스
- 레이 미 바이 더 쇼어 - 데이비드 핀레이
- 스노우 인 셉템버 - 카비주램 퓨레브-오기어
- 미러 미러 - 산둘렐라 아산다
- 디아스포라 - 타일러 맥켄지 에반스
- 힐스 앤 마운틴스 - 살라 파쉬투냐르
- 리터지 오브 안티-탱크 옵스타클스 - 드미트로 수홀리트키-솝추크
- 카나리 - 피에르 위그 달레르 외 1명
- 엔'사사잇크 - 아시아 영맨
- 더 패스 - 페피 긴즈버그
- 콰이어트 마인즈 사일런트 스트리츠 - 카렌 채프먼
- 르푸필 - 알리체 로르와커
- 개리 스크림스 포 유 - 코디 맥글래샨 외 1명
- 더 체이스 - 구르지트 카우르 바시
- 트레몰 - 루돌프 피츠제랄드-레오나르드
- 잇츠 왓 이치 펄슨 니즈 - 소피 롬바리
- 스케어링 위민 앳 나이트 - 카리마 자키아 이사
- 백플립 - 니키타 디아커
- 시모 - 아지즈 조롬바

### 특별한 발표 부문
- 보호자 - 정우성
- 올 콰이어트 온 더 웨스턴 프론트 - 에드워드 버거
- 앨러루여 - 리처드 이어
- 블루백 - 로버트 코놀리
- 브로커 - 고레에다 히로카즈
- 브로스 - 니콜라스 스톨러
- 브라더 - 클레멘트 버고
- 캐서린 콜드 버디 - 레나 던햄
- 커즈웨이 - 릴러 누거바워
- 세발리어 - 스티븐 윌리엄스
- 코사지 - 마리 크로이처
- 헤어질 결심 - 박찬욱
- 디보션 - J.D. 딜라드
- 드라이빙 마들레인 - 크리스찬 카리온
- 더 서브스티튜트 - 디에고 레만
- 엠파이어 오브 라이트 - 샘 멘데스
- 나이브스 아웃: 글래스 어니언 - 라이언 존슨
- 굿 나잇 오피 - 라이언 화이트
- 성스러운 거미 - 알리 아바시
- 조이랜드 - 사임 사디크
- 문에이지 데이드림 - 브렛 모겐
- 마이 폴리스맨 - 마이클 그랜디지
- 내니 - 니키아투 주수
- 노 베어스 - 자파르 파나히
- 온 더 컴 업 - 산나 라단
- 원 파인 모닝 - 미아 한센-러브
- 아더 피플스 칠드런 - 레베카 즐로토브스키
- 생토메르 - 앨리스 디옵
- 생츄어리 - 재커리 위곤
- 스토리즈 낫 투 비 톨드 - 세스 가이
- 이니셰린의 밴시 - 마틴 맥도나
- 더 블루 카프탄 - 마리암 투자니
- 디 이터널 도터 - 조안나 호그
- 더 파벨먼스 - 스티븐 스필버그
- 더 굿 널스 - 토비아스 린드홈
- 더 킹스 홀스맨 - 비이 반델
- 더 로스트 킹 - 스티븐 프리어즈
- 더 메뉴 - 마크 미로드
- 더 리턴 오브 타냐 터커: 피처링 브랜디 칼리에 - 캐서린 호란
- 더 웨일 - 대런 아로노프스키
- 더 원더 - 세바스찬 렐리오
- 트라이앵글 오브 새드니스 - 루벤 외스틀룬드
- 탑 - 홍상수
- 웬델 & 와일드 - 헨리 셀릭
- 우먼 테이킹 - 사라 폴리

### 플랫폼 부문
- 차콜 - 카롤리나 마르코비치
- 에밀리 - 프란시스 오코너
- 하와 - 메이무나 도꼬레
- 하우 투 블로우 업 어 파이프라인 - 다니엘 골든하버
- 라이스보이 슬립스 - 안소니 심
- 서브트랙션 - 마니 하기기
- 더 그래비티 - 세드릭 이도
- 천둥 - 카멘 재퀴어
- 토라의 남편 - 리마 다스
- 바이킹 - 스테판 라플뢰르

### 파장 부문
- 콘크리트 밸리 - 앙트완 부르헤스
- 데 휴마니 콜포리스 파브리카 - 루시엔 캐스팅-테일러 외 1명
- 불타는 마른 땅 - 조안나 피멘타 외 1명
- 이벤타이드 - 샤론 로크하르트
- 홀스 오페라 - 모이라 데이비
- 퍼시픽션 - 알베르트 세라
- 퀸즈 오브 더 킹 다이내스티 - 애쉴리 맥켄지
- 시계공장의 아나키스트 - 시릴 쇼이블린
- 파타 모가나 - 타키타 딘
- 애프터 워크 - 벤 리버스 외 1명
- 에프1팅 룩스 디프런트 2 미 나우 - 폭스 맥시
- 문라이즈 - 빈센트 그레니어
- 더 타임 댓 세퍼레이츠 어스 - 파라스투 아누샤 푸어
- 왓 룰스 더 인비저블 - 티파니 시아
- 호스-티트레 - 와이엄 해더드
- 푸에르타 어 푸에르타 - 제시카 사라 린랜드 외 1명
- 비거 온 디 인사이드 - 안젤로 매드슨 미나스
- 당신의 세계를 생각하다 - 커트 워커
- 더 뉴이스트 올즈 - 파블로 마솔로
- 윌-오-더-위습 - 주앙 페드로 로드리게스

### 프라임타임 부문
- 1899 - 바란 보 오다르 외 1명
- 디어 마마 - 알렌 휴즈
- 하이 스쿨 - 클리어 듀발 외 2명
- 리도 티비 - 리도 피미엔타
- 미스터리 로드: 오리진 - 딜란 리버
- 더 핸드메이즈 테일 - 브루스 밀러
- 더 킹덤 엑소더스 - 라스 폰 트리에

### 컨템포러리 월드 시네마
- 애프터썬 - 샬롯 웰스
- 아람 - 피라스 쿠리
- 아만다 - 캐롤라이나 카발리
- 애쉬칼 - 요세프 셰비
- 자서전 - 막불 무바라크
- 비욘드 더 월 - 바히드 잘릴반드
- 블라인드 윌로우, 슬리핑 우먼 - 피에르 폴디스
- 본즈 오브 크로우즈 - 마리 클레멘츠
- 코요테 - 캐서린 예르코비츠
- 도밍고 앤 더 미스트 - 아리엘 에스칼란테
- 에오 - 예르지 스콜리모프스키
- 더 워터 - 엘레나 로페즈 리에라
- 팔콘 레이크 - 샬롯 르 본
- 픽세이션 - 메르세데스 브라이스 모건
- 갓랜드 - 흘리뉘르 팔메이슨
- 소년배 - 안드레스 라미레즈 풀리도
- 라이프 - 에미르 바이가진
- 리빙 - 올리버 헤르마누스
- 러브 앤드 매쓰매틱스 - 클라우디아 세인트-루스
- 러브 라이프 - 후카다 코지
- 룩셈브루크, 룩셈브루크 - 안토니오 루키츠
- 맨티코어 - 카를로스 베무트
- 무루 - 테 아레파 카이
- 마이 세일러, 마이 러브 - 클라우스 해로
- 나이트토크 - 도널드 쉐비브
- 노스 오브 노멀 - 칼리 스톤
- 플랜 75 - 하야카와 치에
- R.M.N. - 크리스티안 문주
- 리턴 투 더스트 - 리뤼준
- 쏘 머치 텐더니스 - 로드리게즈 리나
- 리미니 - 울리히 사히들
- 스텔라 - 다렌 나폰세
- 스톤월링 - 지 황 외 1명
- 디 앤드 오브 섹스 - 숀 게리티
- 더 해피스트 맨 인 더 월드 - 테오나 스트루가르 미테브스카
- 더 호텔 - 왕 샤오슈아이
- 더 메이든 - 그레이엄 포이
- 디 오리진 오브 이블 - 세바스티앙 마르니에르
- 더 스웨어링 자르 - 린제이 맥케이
- 더 엄브렐라 맨 - 존 바커
- 더 워스트 원스 - 로만 게렛 외 1명
- 언더 더 피그 트리스 - 에리지 세히리
- 발레리아 이즈 게팅 매리드 - 미셀 비닉
- 빈센타 비. - 카를로스 레츄가
- 피해자는 누구인가 - 미할 블라스코 외 1명
- 워 세일러 - 군나르 비케네
- 위 어 스틸 히어 - 벡 콜 외 9명
- 와일드플라워 - 맷 스머클러
- 윈터 보이 - 크리스토프 오노레
- 배달의 기사 - 난디타 다스

### TIFF DOCS 부분
- 752 이즈 낫 어 넘버 - 바박 파야미
- 올 더 뷰티 앤 더 블러드쉐드 - 로라 포이트러스
- 버피 세인트-마리: 캐리 잇 온 - 매디슨 토마스
- 카사 수산나 - 세바스찬 리프쉬츠
- 씨네-거리라스: 씬즈 프롬 더 라부도빅 릴스 - 밀라 튜라릭
- 다큐멘터리 나우! - 알렉스 부오노 외 2명
- 에버 데들리 - 첼시 맥멀란 외 1명
- 프리 머니 - 샘 소코 외 1명
- 인 헐 핸즈 - 타마나 아야지 외 1명
- 루이스 암스트롱스 블랙 앤 블루스 - 사샤 젠킨스
- 마리우폴리스 2 - 만타스 크베다라비치우스
- 마야 앤 더 웨이브 - 스테파니 존스
- 미우차, 더 보이스 오브 보사 노바 - 다니엘 자르보스 외 1명
- 마이 이매지너리 컨트리 - 파트리시오 구스만
- 패트릭 앤 더 웨일 - 마크 플레쳐
- 프레이 포 아워 시너스 - 시네이드 오셔
- 셀프 포트레이트 애즈 어 커피 팟 - 윌리엄 켄트리지
- 더 컬러 오브 잉크 - 브라이언 D. 존슨
- 더 그랩 - 가브리엘라 코우퍼스웨이트
- 씨어터 오브 소트 - 베르너 헤어조크
- 투 킬 어 타이거 - 니샤 파후자
- 우리가 지켜보는 동안 - 비나이 슈클라